# Adelobolus transversesulcatus
Adelobolus transversesulcatus är en mångfotingart som beskrevs av Karl Wilhelm Verhoeff 1924. Adelobolus transversesulcatus ingår i släktet Adelobolus och familjen Rhinocricidae. Inga underarter finns listade i Catalogue of Life.